# Szűcs László (labdarúgó)
Szűcs László (Kaposvár, 1974. szeptember 14. –) NBI-es labdarúgó, magyar strandfoci válogatott, kapus, kapusedző.

## Játékos pályafutása
1984 - 1991 Kaposvári Rákóczi FC (HUN)
1991 - 1996 MTK (HUN)
1996 - 1999 Újpesti TE (HUN)
1999 - 2002 VfR Aalen (DE)
2002 - 2003 REAC (HUN)
2003 - 2004 Szolnoki MÁV FC (HUN)
2004 - 2006 Kaposvári Rákóczi FC (HUN)
2006 - 2008 BKV Előre SC (HUN)
2013 - Újpest FC Öregfiúk (HUN)

## Strandlabdarúgó pályafutása
2008 - 2011 Mare di Roma (IT, Serie A)

## Futsal pályafutása
2008 - 2011 Gyöngyösi Futsal & BSK (HUN)

## Játékosként elért sikerei
1995/96-os idényben az MTK-val NBII-es bajnoki cím
1997/98-as idényben az Újpesti TE-vel NBI-es bajnoki cím
1997/98-as idényben az Újpesti TE-vel Magyar Kupa döntős
50 NBI-es futsal mérkőzéssel rendelkezik
2013-as idénytől az Újpest FC Öregfiúk csapatában 4 bajnoki cím, és egy ezüst.

## Edzői pályafutása
A TF középfokú edzői képzése után UEFA "B" licences edzői diplomát szerzett.
2009 - 2014 BKV Előre SC (HUN) - kapusedző, pályaedző
2015 - 2017 BFC Siófok (HUN) - kapusedző
2017 - 2018  III. ker. TVE (HUN) - kapusedző Újpest FC 2018-
3 éven át a magyar NBII-es válogatott kapusedzője volt Dárdai Pál és Kulcsár Árpád edzők mellett.